# Isobuthus
Genre
Isobuthus est un genre fossile de scorpions de la famille des Isobuthidae.

## Distribution
Les espèces de ce genre ont été découvertes en Tchéquie. Elles datent du Carbonifère.

## Liste des espèces
Selon World Spider Catalog 20.5 :
- † Isobuthus kralupensis (Thorell & Lindström, 1885)
- † Isobuthus nyranensis Frič, 1904

## Publication originale
- Frič, 1904 : Palaeozoische Arachniden. A Frič, Prague, p. 1-85 (de).